# Kabinett Wagner (Baden)
Das Reichskommissariat Wagner bildete vom 10. März bis 6. Mai 1933 die Landesregierung von Baden.
Mit dem Gleichschaltungsgesetz verloren die Länder ihre Souveränität. Am 8. März 1933 unterrichtete der Reichsminister des Innern Wilhelm Frick die badische Landesregierung, dass er die Verordnung des Reichspräsidenten zum Schutz von Volk und Staat vom 28. Februar 1933 anwenden und
Robert Wagner (NSDAP) als Reichskommissar für Baden ernannt habe.
Am 9. März 1933 erließ Wagner einen Aufruf an das badische Volk in dem er verkündet, dass die Reichsregierung ihn beauftragt habe, die gesamten Befugnisse der obersten badischen Landesbehörden zu übernehmen.
Am 10. März trat das Kabinett Schmitt zurück, wobei dessen Mitglieder die Regierungsgeschäfte bis zu der für den 14. März anberaumten Landtagssitzung weiterführen wollten. Am 11. März ließ Wagner das Staatsministerium besetzen und der Regierung jede weitere Amtshandlung untersagen. Die Landtagssitzung wurde abgesagt.
Am 19. April 1933 erließ Reichskommissar Wagner das Gesetz. Neubildung der Ministerien. Damit wurden das Kultus- und das Justizministerium zusammengelegt.
| Amt                                                           | Name                                         | Partei         |
| ------------------------------------------------------------- | -------------------------------------------- | -------------- |
| Reichskommissar Inneres                                       | Robert Wagner                                | NSDAP          |
| Justiz                                                        | Johannes Rupp bis 18. April 1933 Otto Wacker | NSDAP          |
| Kultus und Unterricht                                         | Otto Wacker                                  | NSDAP          |
| Finanzen ab 19. April 1933 Finanz- und Wirtschaftsministerium | Walter Köhler                                | NSDAP          |
| Kommissar zur besonderen Verfügung (Polizeiwesen)             | Karl Pflaumer                                | NSDAP          |
| Hilfskommissare                                               | Paul Schmitthenner Ernst Hildebrand          | DNVP Stahlhelm |